# Puy-de-Serre
Puy-de-Serre est une commune française située dans le département de la Vendée, en région Pays de la Loire.
Ses habitants sont appelés Puy-de-Serriennes et Puy-de-Serriens,.

## Géographie

### Localisation

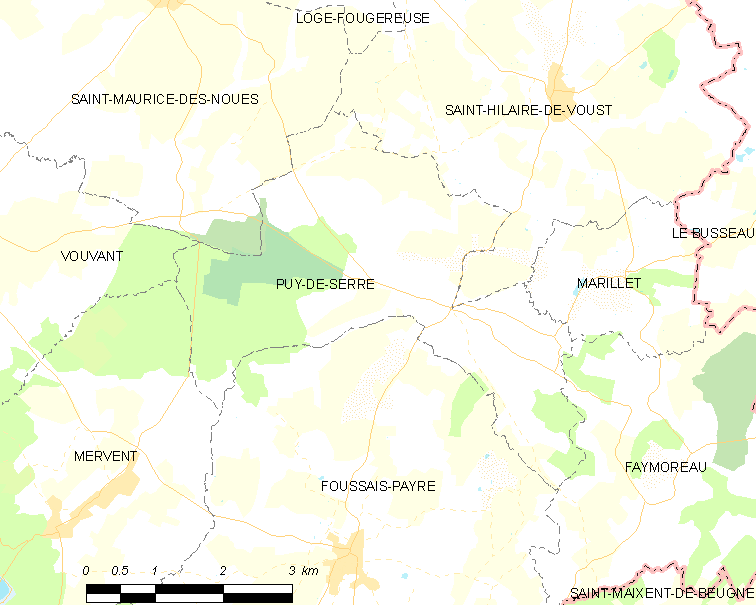
Carte de la commune.

Le territoire municipal de Puy-de-Serre s'étend sur 1 388 hectares. L'altitude moyenne de la commune est de 101 mètres, avec des niveaux fluctuant entre 58 et 124 mètres,.
| Saint-Maurice-des-Noues |                | Saint-Hilaire-de-Voust |
| Vouvant                 | Puy-de-Serre   | Marillet               |
| Mervent                 | Foussais-Payré | Faymoreau              |

### Climat
Pour des articles plus généraux, voir Climat des Pays de la Loire et Climat de la Vendée.
En 2010, le climat de la commune est de type climat océanique altéré, selon une étude du CNRS s'appuyant sur une série de données couvrant la période 1971-2000. En 2020, Météo-France publie une typologie des climats de la France métropolitaine dans laquelle la commune est exposée à un climat océanique et est dans la région climatique Poitou-Charentes, caractérisée par un bon ensoleillement, particulièrement en été et des vents modérés.
Pour la période 1971-2000, la température annuelle moyenne est de 11,8 °C, avec une amplitude thermique annuelle de 14,4 °C. Le cumul annuel moyen de précipitations est de 918 mm, avec 13,1 jours de précipitations en janvier et 7,1 jours en juillet. Pour la période 1991-2020, la température moyenne annuelle observée sur la station météorologique de Météo-France la plus proche, sur la commune de Scillé à 9 km à vol d'oiseau, est de 12,1 °C et le cumul annuel moyen de précipitations est de 954,6 mm,. Pour l'avenir, les paramètres climatiques de la commune estimés pour 2050 selon différents scénarios d'émission de gaz à effet de serre sont consultables sur un site dédié publié par Météo-France en novembre 2022.

## Urbanisme

### Typologie
Au 1er janvier 2024, Puy-de-Serre est catégorisée commune rurale à habitat dispersé, selon la nouvelle grille communale de densité à sept niveaux définie par l'Insee en 2022.
Elle est située hors unité urbaine. Par ailleurs la commune fait partie de l'aire d'attraction de La Châtaigneraie, dont elle est une commune de la couronne,. Cette aire, qui regroupe 10 communes, est catégorisée dans les aires de moins de 50 000 habitants,.

### Occupation des sols
L'occupation des sols de la commune, telle qu'elle ressort de la base de données européenne d’occupation biophysique des sols Corine Land Cover (CLC), est marquée par l'importance des territoires agricoles (70,7 % en 2018), une proportion identique à celle de 1990 (70,7 %). La répartition détaillée en 2018 est la suivante : 
zones agricoles hétérogènes (33,8 %), forêts (29,3 %), terres arables (20,8 %), prairies (16,1 %). L'évolution de l’occupation des sols de la commune et de ses infrastructures peut être observée sur les différentes représentations cartographiques du territoire : la carte de Cassini (XVIIIe siècle), la carte d'état-major (1820-1866) et les cartes ou photos aériennes de l'IGN pour la période actuelle (1950 à aujourd'hui).

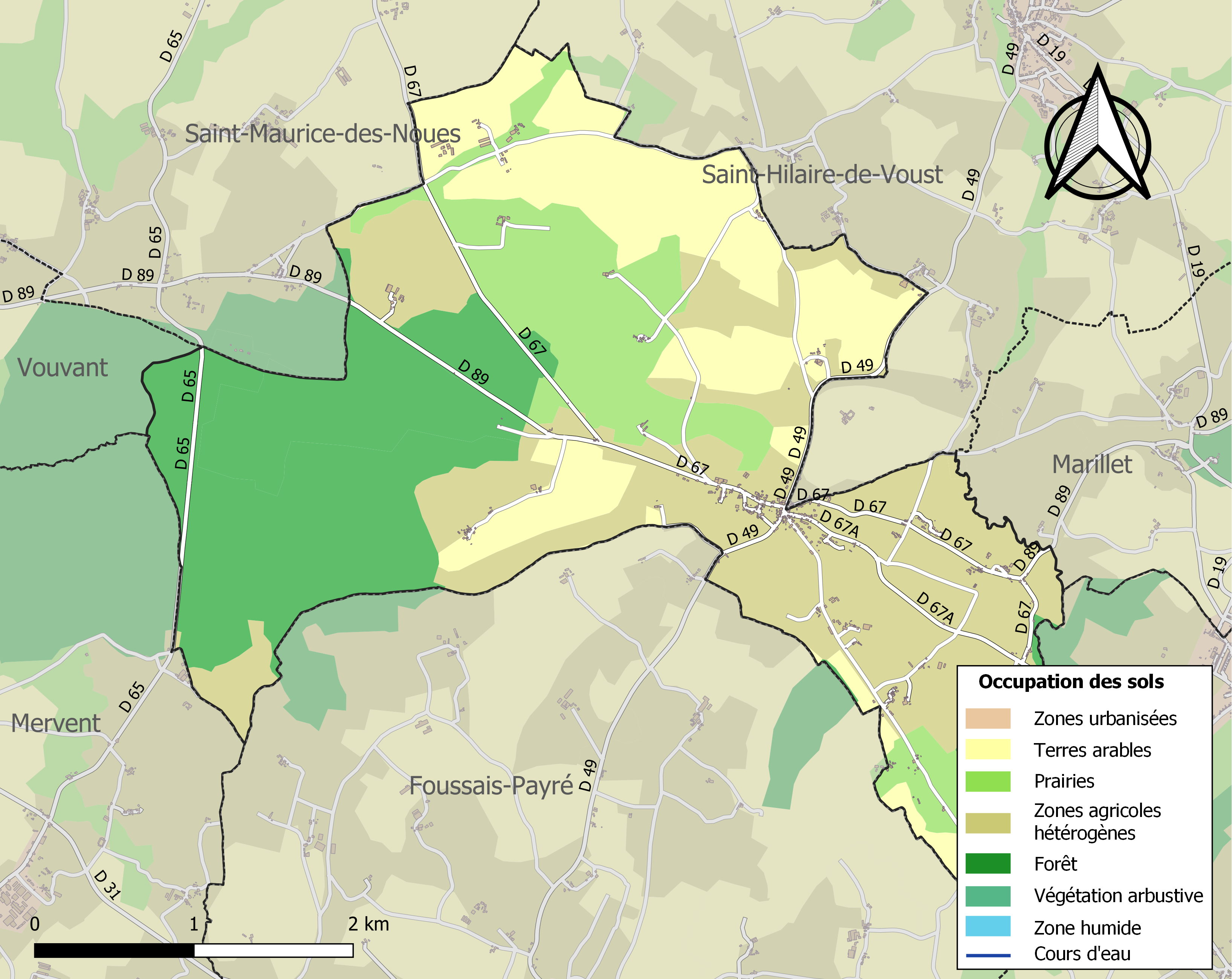
Carte des infrastructures et de l'occupation des sols de la commune en 2018 (CLC).

## Toponymie
L’étymologie du nom de la commune tient son origine du latin podium signifiant « petite éminence » et serra signifiant « scie ». Au VIe siècle, le nom de la commune signifie « colline allongée formant des dents de scie ».

## Histoire
La première mention historique du village date de 1119 sous le nom Podium de Serra.
Puy-de-Serre est érigée en paroisse et possède une église dès le XIIe siècle.

## Politique et administration

### Liste des maires
| Période        | Période        | Identité                 | Étiquette | Qualité                                                           |
| -------------- | -------------- | ------------------------ | --------- | ----------------------------------------------------------------- |
| 1947           |                | Alphonse Bernaudeau      |           |                                                                   |
|                | mars 1977      | Georges Robin            |           |                                                                   |
| mars 1977      | juin 1995      | Jean Mallet              | PS        | Agriculteur Conseiller régional, élu dans la Vendée (1986 → 1992) |
| juin 1995      | 29 mars 2014   | Bernard Russeil          | DVD       | Géomètre                                                          |
| 29 mars 2014   | 2 juillet 2020 | Jean-Louis Mallet        |           | Retraité                                                          |
| 2 juillet 2020 | En cours       | Catherine Masson-Soulard |           | Rédactrice en assurances                                          |

## Population et société

### Démographie

#### Évolution démographique
L'évolution du nombre d'habitants est connue à travers les recensements de la population effectués dans la commune depuis 1793. Pour les communes de moins de 10 000 habitants, une enquête de recensement portant sur toute la population est réalisée tous les cinq ans, les populations de référence des années intermédiaires étant quant à elles estimées par interpolation ou extrapolation. Pour la commune, le premier recensement exhaustif entrant dans le cadre du nouveau dispositif a été réalisé en 2008.

En 2022, la commune comptait 318 habitants, en évolution de −0,62 % par rapport à 2016 (Vendée : +5,33 %, France hors Mayotte : +2,11 %).
| 1793 | 1800 | 1806 | 1821 | 1886 | 1891 | 1896 | 1901 | 1906 |
| ---- | ---- | ---- | ---- | ---- | ---- | ---- | ---- | ---- |
| 700  | 328  | 243  | 385  | 624  | 644  | 659  | 688  | 723  |

| 1911 | 1921 | 1926 | 1931 | 1936 | 1946 | 1954 | 1962 | 1968 |
| ---- | ---- | ---- | ---- | ---- | ---- | ---- | ---- | ---- |
| 717  | 712  | 639  | 630  | 614  | 589  | 603  | 533  | 502  |

| 1975 | 1982 | 1990 | 1999 | 2006 | 2008 | 2013 | 2018 | 2022 |
| ---- | ---- | ---- | ---- | ---- | ---- | ---- | ---- | ---- |
| 391  | 391  | 349  | 320  | 304  | 300  | 322  | 317  | 318  |

#### Pyramide des âges
En 2018, le taux de personnes d'un âge inférieur à 30 ans s'élève à 28,4 %, soit en dessous de la moyenne départementale (31,6 %). À l'inverse, le taux de personnes d'âge supérieur à 60 ans est de 32,5 % la même année, alors qu'il est de 31,0 % au niveau départemental.
En 2018, la commune comptait 153 hommes pour 164 femmes, soit un taux de 51,74 % de femmes, légèrement supérieur au taux départemental (51,16 %).
Les pyramides des âges de la commune et du département s'établissent comme suit.
| Hommes | Classe d’âge | Femmes |
| ------ | ------------ | ------ |
| 0,7    | 90 ou +      | 0,6    |
| 7,2    | 75-89 ans    | 11,6   |
| 23,5   | 60-74 ans    | 21,3   |
| 21,6   | 45-59 ans    | 20,7   |
| 19,0   | 30-44 ans    | 17,1   |
| 9,8    | 15-29 ans    | 12,8   |
| 18,3   | 0-14 ans     | 15,9   |

| Hommes | Classe d’âge | Femmes |
| ------ | ------------ | ------ |
| 0,8    | 90 ou +      | 2,2    |
| 8,7    | 75-89 ans    | 11,1   |
| 20,3   | 60-74 ans    | 21,3   |
| 20     | 45-59 ans    | 19,4   |
| 17,5   | 30-44 ans    | 16,8   |
| 15     | 15-29 ans    | 13,2   |
| 17,7   | 0-14 ans     | 16,1   |

## Culture locale et patrimoine

### Lieux et monuments
- Église Sainte-Marthe[1] : édifiée dès le milieu du XIIe siècle ou dès le début du XIIIe siècle, l'église de Puy-de-Serre est inscrite en tant que monument historique à partir du 9 novembre 1932[25]. Un clocher ainsi qu'une chapelle seigneuriale sont ajoutés au XIVe siècle à la nef romane constituée d'un seul vaisseau.
- Pont de Fleuriau : édifié au-dessus de la Vendée, ce pont se situe à la limite des territoires communaux de Puy-de-Serre et Faymoreau. Il est inscrit en tant que monument historique depuis le 12 juillet 1982[26]. Le pont de Fleuriau témoigne de multiples époques de construction : XIIIe siècle (naissance des arches en ogive), XVIe siècle (reprises en plein cintre), XVIIIe siècle-XIXe siècle (redan) et XIXe siècle (parapet)[1].
- Monastère de Bonneray[1] : fondé par Aliénor d'Aquitaine au cours du XIIe siècle, ce monastère se situe au lieu-dit Bonneraie (à 3 km à l'ouest du bourg de Puy-de-Serre). Les donations d'Aliénor sont confirmées par une charte de son fils Richard Cœur de Lion datée du 15 décembre 1195. Le monastère de Bonneray est rattaché au prieuré des Bois d'Allonne en 1317 par le pape Jean XXII. Il est vendu en tant que bien national en 1791 et est détruit partiellement au XIXe siècle. Seuls les bâtiments nord et ouest de l'ancien monastère subsistent encore. Ces bâtiments sont aujourd'hui transformés en ferme.